# Nákupní centrum Eden
Nákupní centrum Eden je obchodní dům s hypermarketem, který stojí v Praze 10-Vršovicích v sousedství fotbalového stadionu Eden a Sídliště Vlasta v oblasti takzvaného Edenu. V budově je hypermarket Tesco, firma zde má také sídlo své české pobočky.
Budova byla postavena na místě bývalého parku a byla otevřena v září 2005 společností Carrefour. O dva roky později centrum převzalo Tesco.
V roce 2010 prošlo rekonstrukci v přízemí a v prvním patře. 
V roce 2020 prošlo rekonstrukci food court ve druhém patře. 

## Obchody a služby

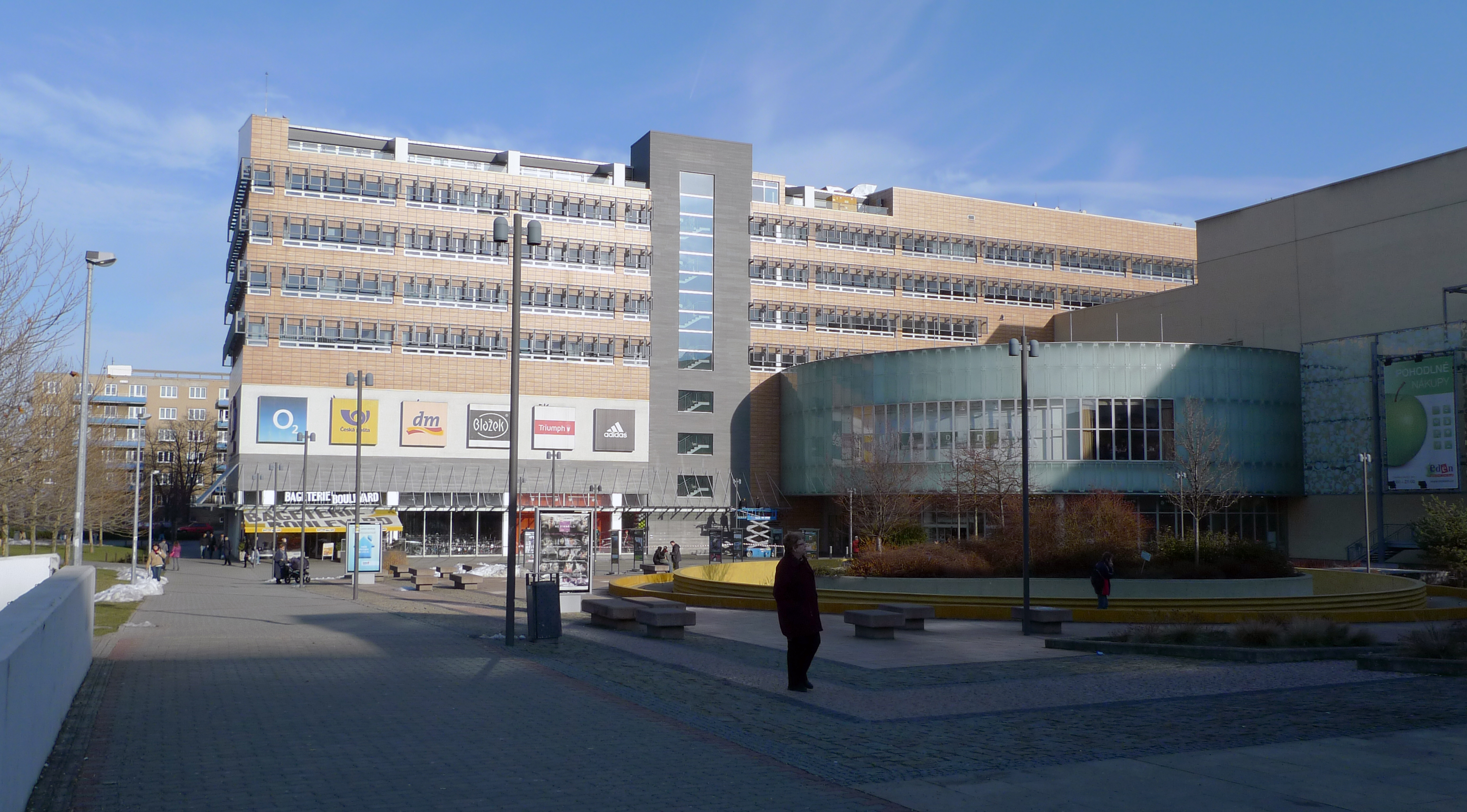
OC Eden, 2013

Nabídka NC Eden obsahuje k roku 2018:

### Hypermaret a potraviny
- hypermarket Tesco
- Tchibo

### Obuv a kožené produkty
- Cartera
- CCC
- obuv Deichmann
- La Farfalla

### Módní oděvy
- Favab
- Gate
- oděvy H&M
- Madonna
- Pepco
- Takko

### Pro děti
- hračky Bambule
- dětský koutek Edík

### Drogérie a kosmetika
- DM drogerie

### Elektronika, mobily a PC
- Datart
- O2 Czech Republic
- T-Mobile
- Vodafone

### Restaurace a občerstvení
- Bageterie Boulevard
- Brambor King
- Fruitissimo
- fast food KFC
- Mex Dan
- pizzeria Cantonata
- Prima Bašta
- Punjabi Food
- Sumo Sushi

### Služby
- Česká pošta
- mBank
- Raiffeisenbank
- Air Bank
- Fotolab